# 霍爾群島

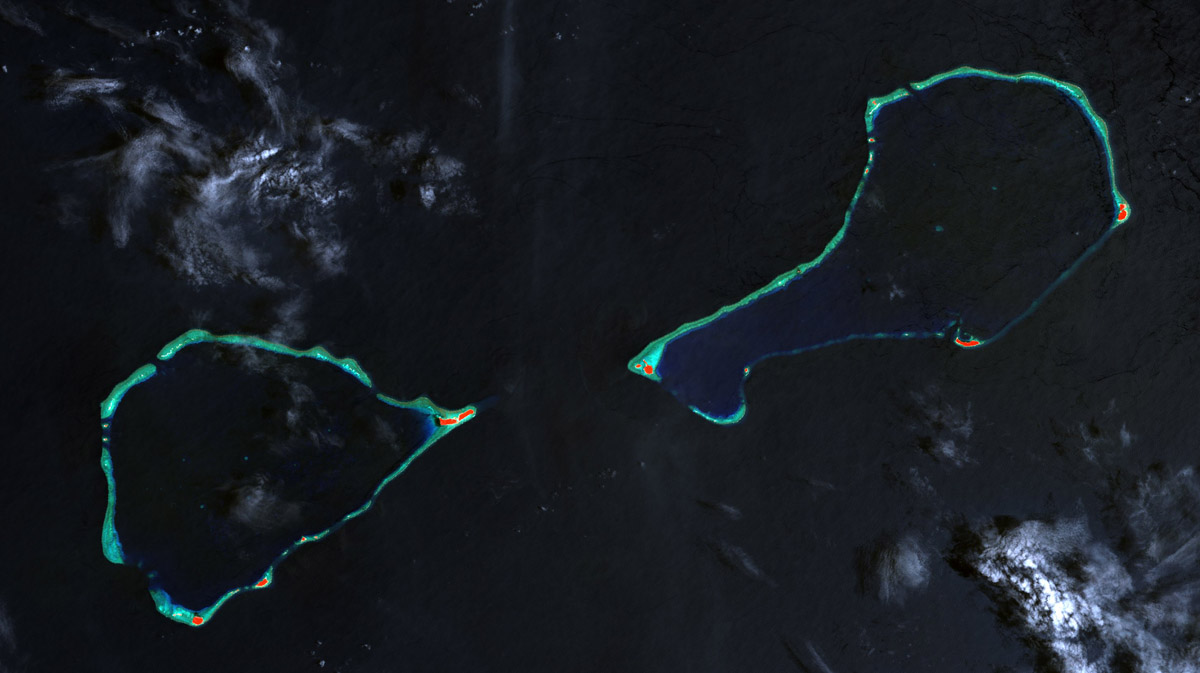

霍爾群島是西太平洋島國密克羅尼西亞聯邦的群島，位於楚克以北約100公里，由兩個大型環礁組成，東面是穆里洛環礁，西面是諾姆溫環礁，兩者相距約9公里。
8°35′30″N 152°05′00″E / 8.59167°N 152.08333°E